# (5100) Pasachoff
(5100) Pasachoff es un asteroide perteneciente al cinturón de asteroides, descubierto el 15 de abril de 1985 por Edward Bowell desde la Estación Anderson Mesa (condado de Coconino, cerca de Flagstaff, Arizona, Estados Unidos).

## Designación y nombre
Designado provisionalmente como 1985 GW. Fue nombrado Pasachoff en honor a Jay M. Pasachoff, profesor de astronomía de Field Memorial, director del Observatorio Hopkins y presidente del departamento de astronomía de Williams College, Williamstown, Massachusetts.

## Características orbitales
Pasachoff está situado a una distancia media del Sol de 2,470 ua, pudiendo alejarse hasta 2,797 ua y acercarse hasta 2,143 ua. Su excentricidad es 0,132 y la inclinación orbital 7,718 grados. Emplea 1418,33 días en completar una órbita alrededor del Sol.

## Características físicas
La magnitud absoluta de Pasachoff es 13,7. Tiene 11,425 km de diámetro y su albedo se estima en 0,055.